# Мартіна Де Мемме
Мартіна Де Мемме (італ. Martina De Memme, 7 серпня 1991) — італійська плавчиня.
Учасниця Олімпійських Ігор 2016 року.